# FK Lokomotíva Devínska Nová Ves
FK Lokomotíva Devínska Nová Ves (celým názvem: Futbalový klub Lokomotíva Devínska Nová Ves) je slovenský fotbalový klub, který sídlí v bratislavské městské části Devínska Nová Ves. Od sezóny 2015/16 působí ve třetí fotbalové lize, sk. Bratislava.
Fotbalový klub je největší sportovní organizací v Devínské Nové Vsi. Mezi nejznámější fotbalisty z Devínské Nové Vsi patří Juraj Tóth, který působil ve Slovanu Bratislava.
Své domácí zápasy odehrává na stadionu „za traťou“ s kapacitou 350 diváků.

## Historie
Fotbalový klub v Devínské Nové Vsi vznikl v roce 1923 pod názvem ŠK Devínska Nová Ves. O pár let později vznikl v Devínské další klub s názvem Rudá hvězda Devínska Nová Ves. V roce 1927 změnilo ŠK svůj název na Slovan Devínska Nová Ves. V roce 1929 zaniká Rudá hvězda a později dokonce i Slovan. Nový klub v Devínské vznikl v roce 1930 pod názvem ŠK Slovan Devínska Nová Ves. První fotbalové hřiště bylo v Devínské Nové Vsi ve čtvrti Grba. Později bylo hřiště přesunuto za novou obecnou lidovou školu. Současný stadion na ulici Vápencové vybudovali obyvatelé Devínské v roce 1964. V období druhé světové války postoupila Devínská Nová Ves mezi nejlepší bratislavské kluby. V témže čase se musel klub přizpůsobit politickým okolnostem a přejmenovat se na Športový oddiel Hlinkovej gardy Devínska Nová Ves (ŠOHG). Po válce v roce 1945 začali fotbalisté Devínské v západoslovenské divize s mužstvy Nitry, Pezinku, Topoľčan, Nových Zámků, Hlohovců a béčka Slovanu Bratislava.

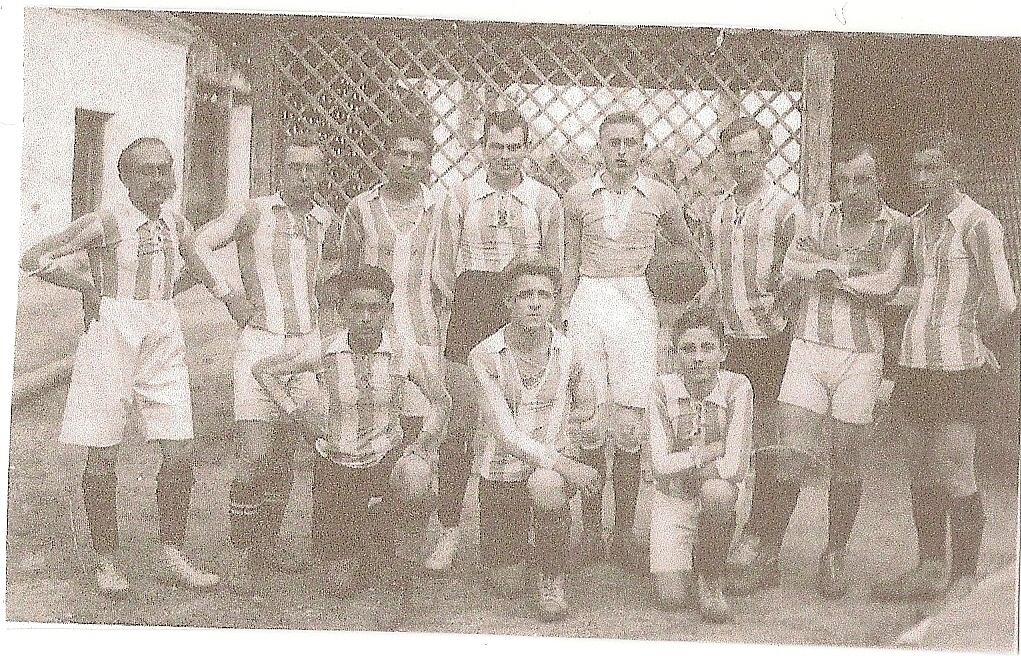
Mužstvo DNV z roku 1923

 V poválečných letech měla Devínská Nová Ves velmi dobré dorostenecké mužstvo, které v sezóně 1946/47 hrálo o titul mistra Slovenska. Ve finále západní skupiny ovšem podlehlo dorostu Spartaku Trnava. O úspěšné účinkování ve slovenských soutěžích se v tomto období zasloužil velkou měrou dlouholetý předseda klubu Jozef Schrek. V roce 1949 se klub přejmenoval na Sokol Devínska Nová Ves. S výkonností fotbalu to šlo ovšem poměrně rychle dolů. Opětovný vzestup nastává po roce 1953, tentokráte pod názvem TJ Lokomotíva Devínska Nová Ves. V roce 1956 vítězí Devínská Nová Ves v jihozápadní skupině Krajského přeboru. Dorostenecké mužstvo v tomto období postoupilo do dorostenecké ligy. O popularitě fotbalu v Devínské Nové Vsi svědčí fakt, že v sezóně 1987/88 měl klub 7 družstev (3 žákovské, 2 dorostenecké, 2 mužské). V roce 1993 se klub přejmenoval z TJ Lokomotíva na FK Lokomotíva Devínska Nová Ves. V sezóně 1999/00 se klub umístil ve třetí lize na 5. místě, což je dosud nejlepší umístění v historii klubu. O pár let později se klub propadl až do páté ligy. V roce 2009 se trojice fotbalistů Lokomotívy zúčastnila Mistrovství Evropy amatérů. V sezóně 2014/15 se Lokomotíva pod vedením trenéra Jozefa Baloga stala vítězem čtvrté bratislavské ligy (sk. A) a postoupila tím do nejvyšší bratislavské regionální soutěže.

## Historické názvy
Zdroj: 
- 1923 – ŠK Devínska Nová Ves (Športový klub Devínska Nová Ves)
- 1927 – ŠK Slovan Devínska Nová Ves (Športový klub Slovan Devínska Nová Ves)
- 1929 – zánik
- 1930 – obnovena činnost pod názvem ŠK Slovan Devínska Nová Ves (Športový klub Slovan Devínska Nová Ves)
- 1949 – Sokol Devínska Nová Ves
- 1953 – TJ Lokomotíva Devínska Nová Ves (Telovýchovná jednota Lokomotíva Devínska Nová Ves)
- 1993 – FK Lokomotíva Devínska Nová Ves (Futbalový klub Lokomotíva Devínska Nová Ves)

## Umístění v jednotlivých sezonách
Stručný přehled
Zdroj: 
- 1963–1968: I. A trieda ZsFZ – sk. Jih
- 1972–1977: Krajský přebor – sk. Bratislava
- 1983–1984: I. trieda BFZ
- 1984–1985: Divize – sk. Západ (Bratislava)
- 1985–1987: Divize – sk. Západ (Bratislava „A“)
- 1987–1993: Divize – sk. Bratislava
- 1993–1994: 4. liga BFZ
- 1994–2001: 3. liga – sk. Bratislava
- 2001–2004: 4. liga BFZ – sk. A
- 2006–2007: 5. liga BFZ
- 2007–2012: 4. liga BFZ
- 2012–2015: 4. liga BFZ – sk. A
- 2015–: 3. liga – sk. Bratislava

Jednotlivé ročníky
Zdroj: 
Legenda: Z – zápasy, V – výhry, R – remízy, P – porážky, VG – vstřelené góly, OG – obdržené góly, +/− – rozdíl skóre, B – body, červené podbarvení – sestup, zelené podbarvení – postup, fialové podbarvení – reorganizace, změna skupiny či soutěže
| Československo (1963–1993) |                                     |        |    |    |    |    |    |    |     |    |        |
| Sezóny                     | Liga                                | Úroveň | Z  | V  | R  | P  | VG | OG | +/− | B  | Pozice |
| 1963/64                    | I. A trieda ZsFZ – sk. Jih          | 4      | …  | …  | …  | …  | …  | …  | …   | …  |        |
| 1964/65                    | I. A trieda ZsFZ – sk. Jih          | 4      | 25 | 8  | 3  | 14 | 35 | 44 | −9  | 19 | 11.    |
| 1965/66                    | I. A trieda ZsFZ – sk. Jih          | 5      | …  | …  | …  | …  | …  | …  | …   | …  |        |
| 1966/67                    | I. A trieda ZsFZ – sk. Jih          | 5      | 28 | 9  | 3  | 14 | 43 | 59 | −16 | 21 | 11.    |
| 1967/68                    | I. A trieda ZsFZ – sk. Jih          | 5      | 28 | 7  | 3  | 16 | 27 | 63 | −36 | 17 | 13.    |
| …                          |                                     |        |    |    |    |    |    |    |     |    |        |
| 1972/73                    | Krajský přebor – sk. Bratislava     | 5      | 21 | 8  | 4  | 9  | 22 | 27 | −5  | 20 | 9.     |
| 1973/74                    | Krajský přebor – sk. Bratislava     | 5      | 23 | 7  | 6  | 10 | 28 | 33 | −5  | 20 | 11.    |
| 1974/75                    | Krajský přebor – sk. Bratislava     | 5      | 25 | 7  | 4  | 14 | 24 | 43 | −19 | 18 | 12.    |
| 1975/76                    | Krajský přebor – sk. Bratislava     | 5      | 26 | 9  | 4  | 13 | 27 | 41 | −14 | 22 | 12.    |
| 1976/77                    | Krajský přebor – sk. Bratislava     | 5      | 24 | 3  | 3  | 18 | 17 | 55 | −38 | 9  | 14.    |
| …                          |                                     |        |    |    |    |    |    |    |     |    |        |
| 1983/84                    | I. trieda BFZ                       | 5      | …  | …  | …  | …  | …  | …  | …   | …  |        |
| 1984/85                    | Divize – sk. Západ (Bratislava)     | 4      | 26 | 11 | 6  | 9  | 38 | 28 | +10 | 28 | 7.     |
| 1985/86                    | Divize – sk. Západ (Bratislava „A“) | 4      | 26 | 6  | 5  | 15 | 26 | 68 | −42 | 17 | 13.    |
| 1986/87                    | Divize – sk. Západ (Bratislava „A“) | 4      | 26 | 12 | 3  | 11 | 43 | 44 | −1  | 27 | 6.     |
| 1987/88                    | Divize – sk. Bratislava             | 4      | 26 | 6  | 6  | 14 | 35 | 64 | −29 | 18 | 11.    |
| 1988/89                    | Divize – sk. Bratislava             | 4      | 26 | 7  | 9  | 10 | 38 | 40 | −2  | 23 | 8.     |
| 1989/90                    | Divize – sk. Bratislava             | 4      | 26 | 14 | 5  | 7  | 51 | 35 | +16 | 33 | 3.     |
| 1990/91                    | Divize – sk. Bratislava             | 4      | …  | …  | …  | …  | …  | …  | …   | …  |        |
| 1991/92                    | Divize – sk. Bratislava             | 4      | 26 | 8  | 6  | 12 | 39 | 61 | −22 | 22 | 9.     |
| 1992/93                    | Divize – sk. Bratislava             | 4      | 30 | 8  | 10 | 12 | 35 | 42 | −7  | 26 | 9.     |
| Slovensko (1993–)          |                                     |        |    |    |    |    |    |    |     |    |        |
| Sezóny                     | Liga                                | Úroveň | Z  | V  | R  | P  | VG | OG | +/− | B  | Pozice |
| 1993/94                    | 4. liga BFZ                         | 4      | 30 | 13 | 9  | 8  | 54 | 43 | +11 | 35 | 6.     |
| 1994/95                    | 3. liga – sk. Bratislava            | 3      | 28 | 12 | 4  | 12 | 47 | 51 | −4  | 40 | 7.     |
| 1995/96                    | 3. liga – sk. Bratislava            | 3      | 30 | 7  | 12 | 11 | 32 | 41 | −9  | 33 | 13.    |
| 1996/97                    | 3. liga – sk. Bratislava            | 3      | 30 | 9  | 7  | 14 | 37 | 47 | −10 | 34 | 12.    |
| 1997/98                    | 3. liga – sk. Bratislava            | 3      | 34 | 13 | 10 | 11 | 57 | 60 | −3  | 49 | 8.     |
| 1998/99                    | 3. liga – sk. Bratislava            | 3      | …  | …  | …  | …  | …  | …  | …   | …  |        |
| 1999/00                    | 3. liga – sk. Bratislava            | 3      | 28 | 12 | 5  | 11 | 39 | 41 | −2  | 41 | 7.     |
| 2000/01                    | 3. liga – sk. Bratislava            | 3      | 30 | 7  | 4  | 19 | 44 | 81 | −37 | 25 | 15.    |
| 2001/02                    | 4. liga BFZ – sk. A                 | 4      | 30 | 8  | 6  | 16 | 35 | 52 | −17 | 30 | 15.    |
| 2002/03                    | 4. liga BFZ – sk. A                 | 4      | 30 | 7  | 7  | 16 | 41 | 50 | −9  | 31 | 13.    |
| 2003/04                    | 4. liga BFZ – sk. A                 | 4      | 30 | 8  | 4  | 18 | 26 | 50 | −24 | 28 | 13.    |
| …                          |                                     |        |    |    |    |    |    |    |     |    |        |
| 2006/07                    | 5. liga BFZ                         | 6      | …  | …  | …  | …  | …  | …  | …   | …  | 1.     |
| 2007/08                    | 4. liga BFZ                         | 5      | …  | …  | …  | …  | …  | …  | …   | …  | 2.     |
| 2008/09                    | 4. liga BFZ                         | 5      | …  | …  | …  | …  | …  | …  | …   | …  | 3.     |
| 2009/10                    | 4. liga BFZ                         | 5      | …  | …  | …  | …  | …  | …  | …   | …  | 9.     |
| 2010/11                    | 4. liga BFZ                         | 5      | …  | …  | …  | …  | …  | …  | …   | …  | 5.     |
| 2011/12                    | 4. liga BFZ                         | 5      | …  | …  | …  | …  | …  | …  | …   | …  | 4.     |
| 2012/13                    | 4. liga BFZ – sk. A                 | 5      | 26 | 15 | 6  | 5  | 50 | 22 | +28 | 51 | 2.     |
| 2013/14                    | 4. liga BFZ – sk. A                 | 5      | 26 | 13 | 6  | 7  | 70 | 37 | +33 | 45 | 4.     |
| 2014/15                    | 4. liga BFZ – sk. A                 | 4      | 24 | 15 | 4  | 5  | 61 | 30 | +31 | 49 | 1.     |
| 2015/16                    | 3. liga – sk. Bratislava            | 3      | 30 | 10 | 6  | 14 | 43 | 42 | +1  | 36 | 11.    |
| 2016/17                    | 3. liga – sk. Bratislava            | 3      | 30 | 13 | 5  | 12 | 73 | 51 | +22 | 44 | 7.     |
| 2017/18                    | 3. liga – sk. Bratislava            | 3      | 30 |    |    |    |    |    |     |    |        |